# عماد فتحي (لاعب كرة قدم)
عماد فتحي لاعب كرة قدم مصري ، ويلعب حاليًا لنادي الزمالك في مركز الجناح الأيسر.

وقد انضم لنادي المقاصة لمدة 5 مواسم مقابل 750 ألف جنيه حصل منهم نادي دمياط على 500 ألف جنيه بينما يحصل اللاعب على 250 ألف جنيه.